# Heinrich Wolff
Pour les articles homonymes, voir Wolff.
Heinrich Wolff, né le 30 décembre 1880 à Neurode en Silésie et mort le 20 juin 1944 à Berlin-Buch, est un architecte allemand, directeur des bureaux de construction de la Reichsbank.

## Biographie

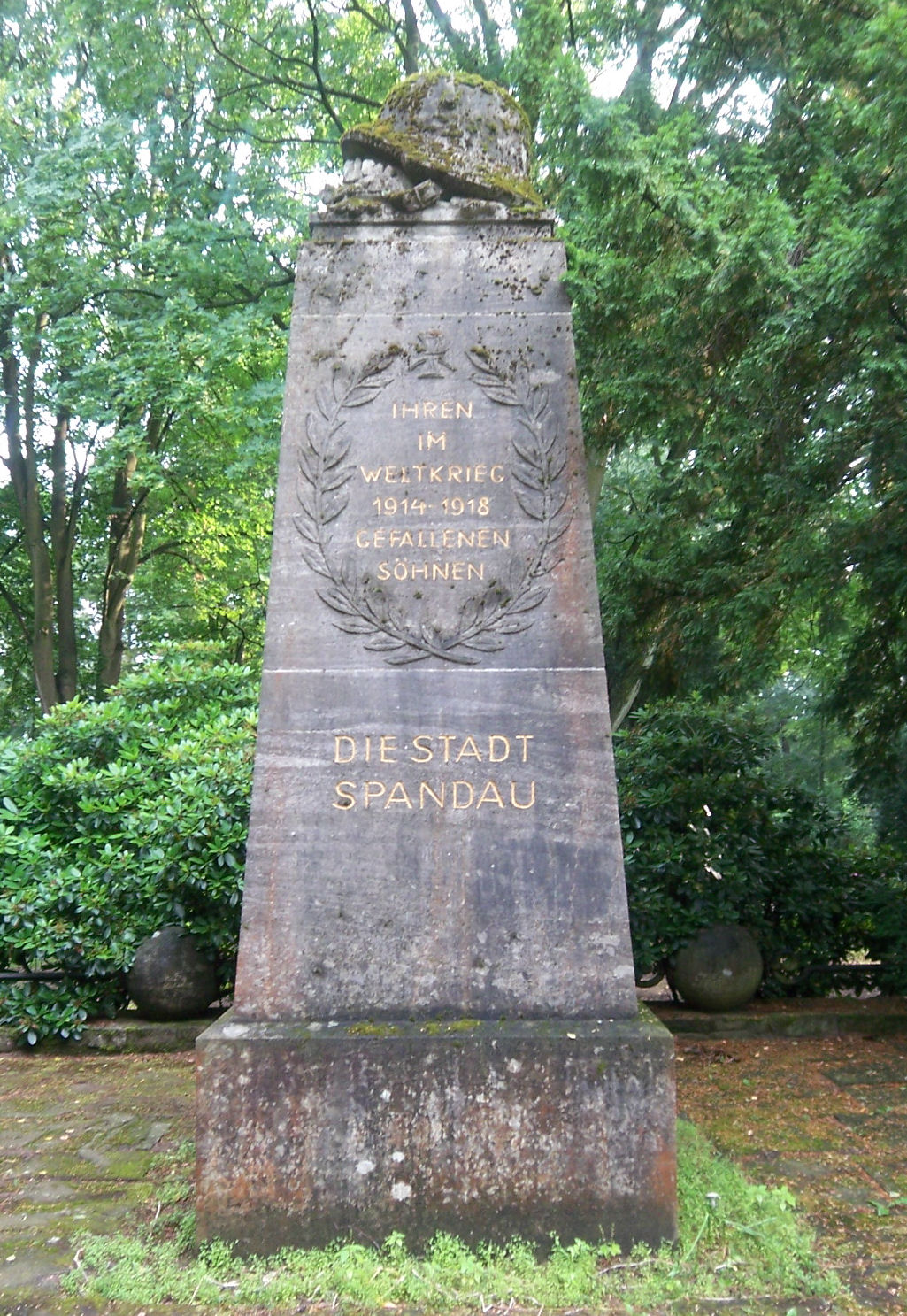
Monument au casque d'acier, Spandau (1919).

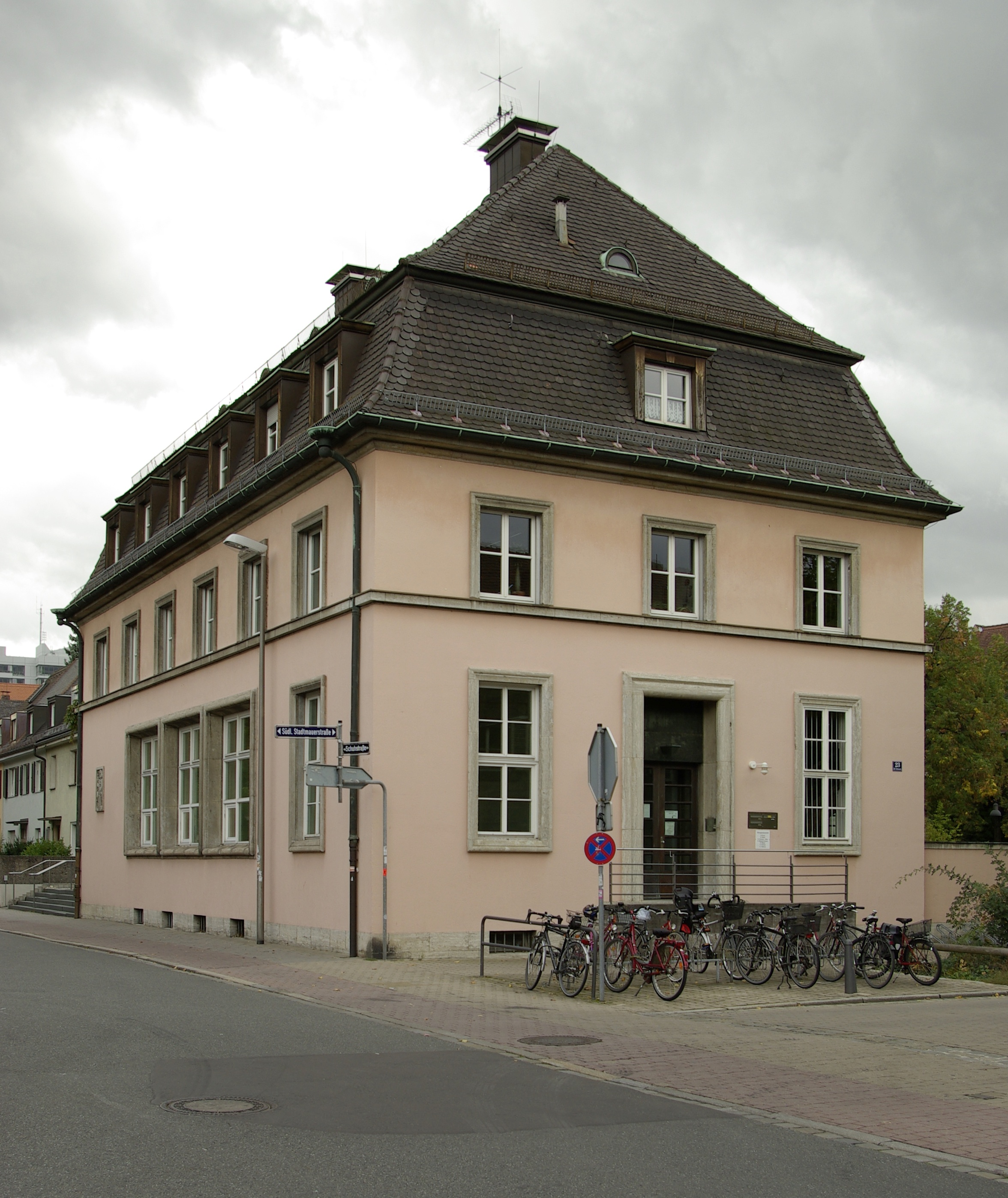
Reichsbank, Erlangen (1927).

De 1902 à 1904, Wolff étudie l'architecture à l'Université technique royale de Berlin-Charlottenburg. Au cours de ses études, il devient membre de l'association académique Motiv (de). En 1904, il s'inscrit à l'Université technique de Munich, réussit l'examen d'ingénieur qualifié à Berlin en 1906, puis suit une formation d'architecte gouvernemental de 1908 à 1911. En 1919, il épouse Elisabeth Röther.

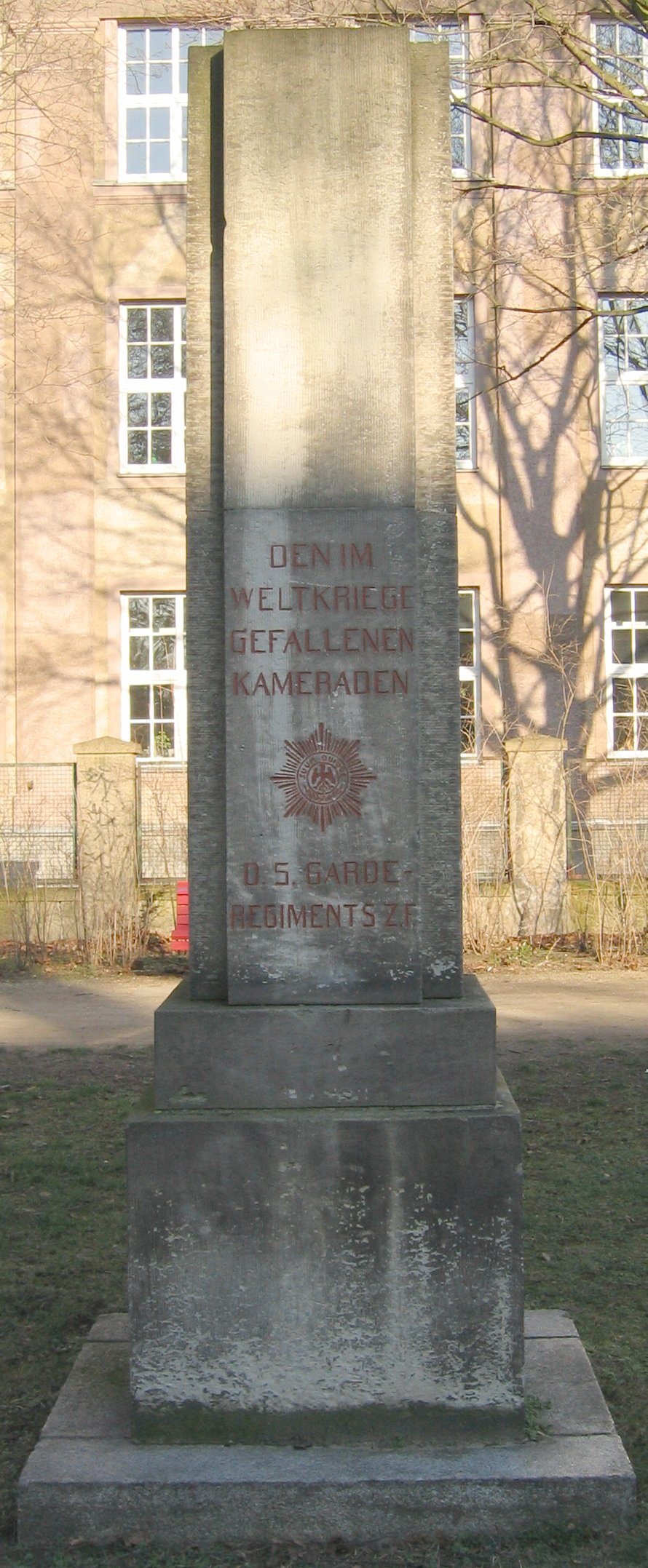
Monument aux morts du Ve Régiment de la Garde à pied, Spandau (1923).

En 1924, il est nommé chef du bureau de construction de la Reichsbank. En 1939, il est nommé chef de département à la Direction de la Reichsbank, puis en 1944, nommé professeur par Hitler.

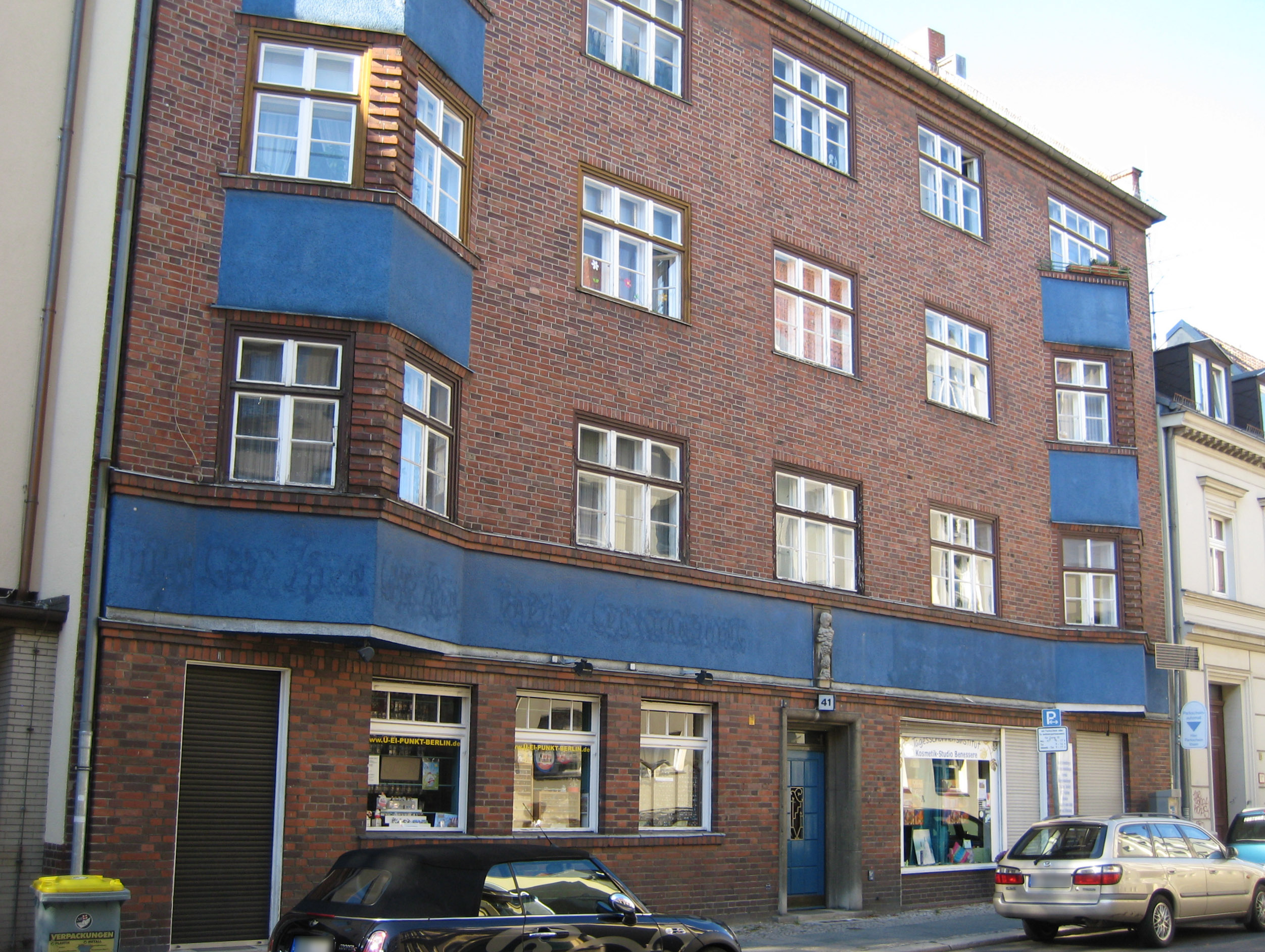
Judenstrasse 41, Spandau (1929).

## Œuvre
Son édifice le plus célèbre est la Maison du Werderscher Markt construite à Berlin de 1934 à  1940, aujourd'hui siège du ministère des Affaires étrangères, avant 1990 siège du Comité central du SED de la RDA. Le concours de 1933 compte trente candidats architectes allemands de renom, dont par exemple Ludwig Mies van der Rohe et Walter Gropius, qui proposent principalement des projets dans un style moderne (Neues Bauen, Bauhaus, Modernité) qui ne sont cependant pas du goût des nationaux-socialistes.

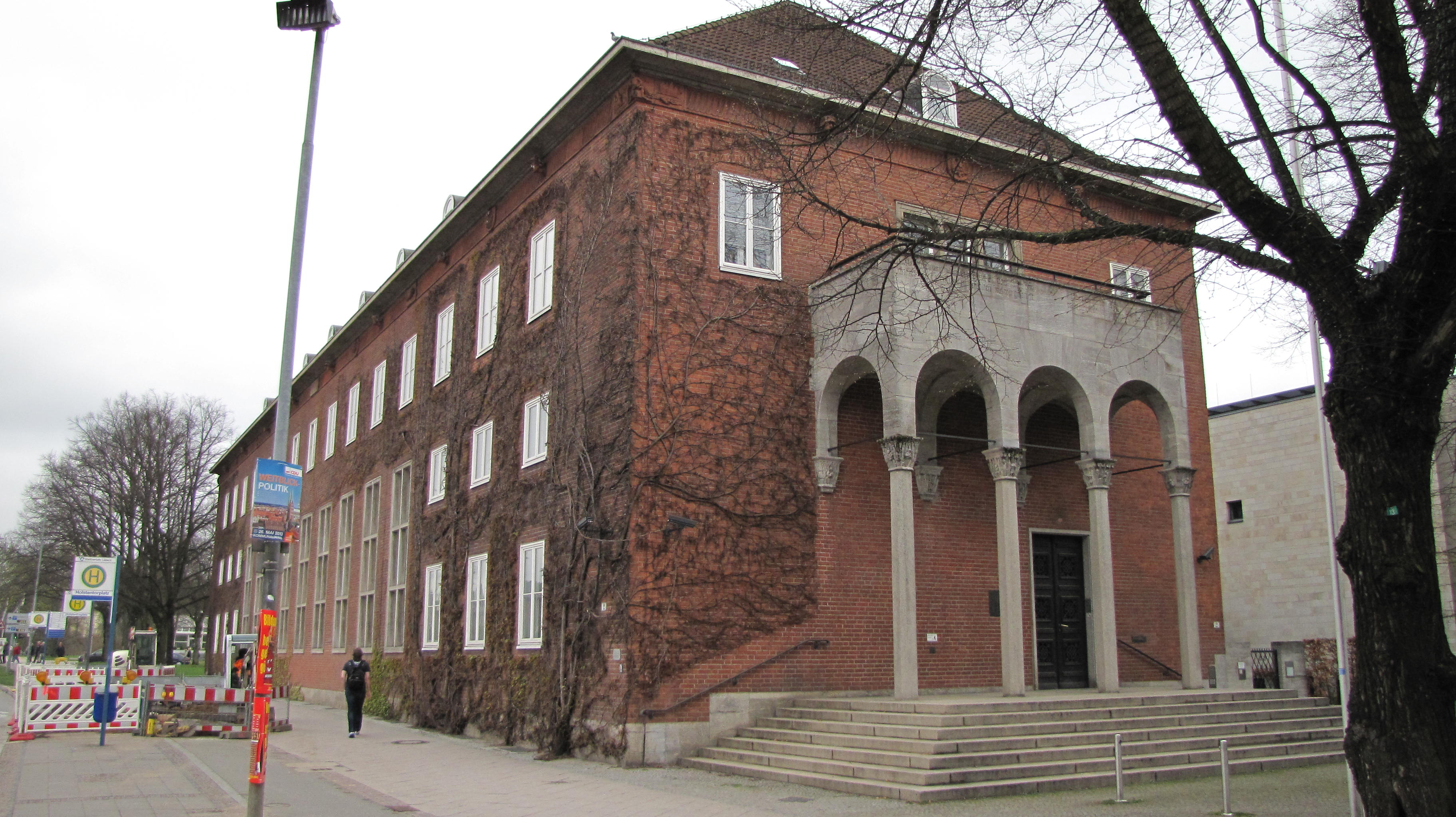
Reichsbank, Lübeck (1936)

La proportion d'architectes conservateurs et modernes est à peu près équilibrée. Les conceptions de tous les participants ne différent pas autant qu'on aurait pu s'y attendre : ce que tous avaient en commun était l'abandon complet des formes traditionnelles et des éléments décoratifs utilisés pour les banques au XIXe siècle et jusqu'au début de la Première Guerre mondiale. Une architecture représentative nationale-socialiste typique n'existe alors pas encore. Selon les documents d'appel d'offres, il n'a pas été question d'attribuer le contrat au gagnant du concours, le gagnant n'étant censé effectuer que des travaux préliminaires pour le bureau de construction de la Reichsbank. En fin de compte, le projet de Wolff, soumis hors concours, est directement mis en œuvre.

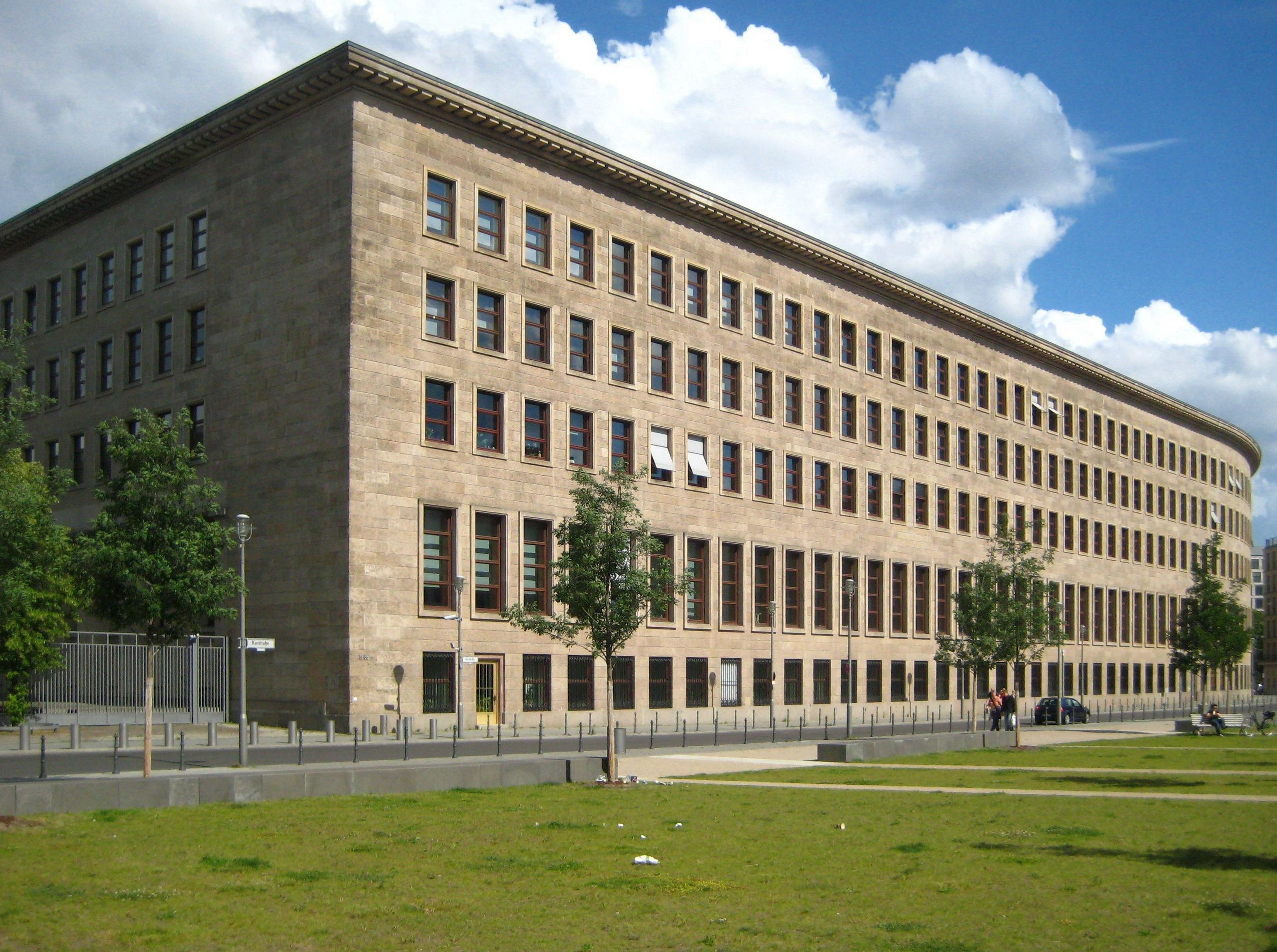
Reichsbank, Berlin-Mitte (1940)

En 1919, Wolff conçoit le mémorial au casque d'acier du cimetière In den Kisseln à Berlin-Falkenhagener Feld, et en 1923, en collaboration avec l'architecte de la ville Karl Elkart, le mémorial des morts du Ve Régiment de la Garde à pied, également à Berlin-Spandau.

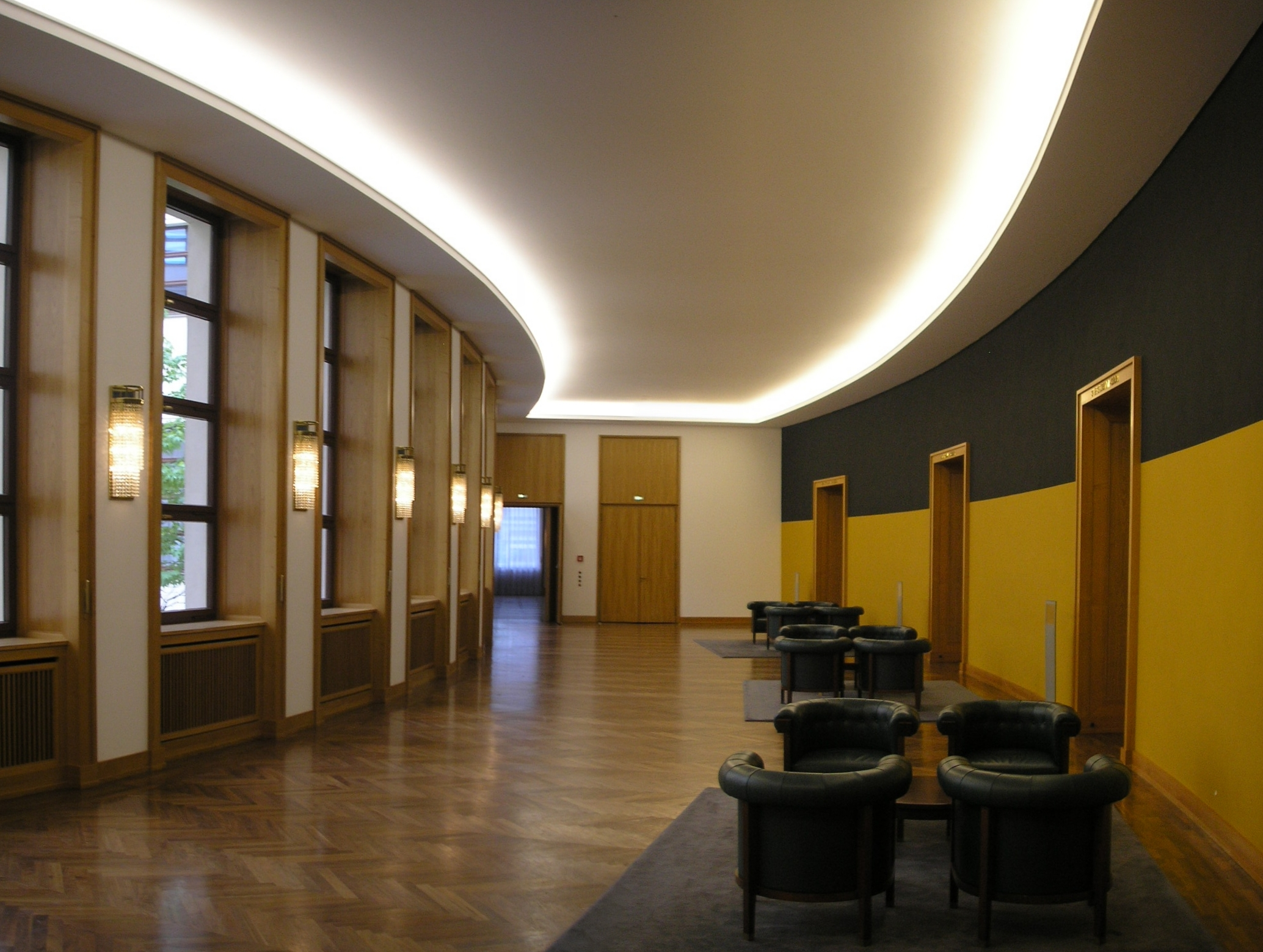
Reichsbank, Berlin-Mitte (1940).

### Réalisations (non exhaustif)
Les différents bâtiments du bureau du bâtiment de la Reichsbank, construits selon les plans ou sous la direction de Heinrich Wolff, comprennent entre autres :
- 1925 : Pierre tombale du président de la Reichsbank Rudolf Havenstein, à Berlin-Dahlem, au cimetière Sainte-Anne
- 1926–1928 : Siège social de la Reichsbank à Königsberg (Prusse orientale), Schlossplatz
- 1927 : Bureau de la Reichsbank à Erlangen
- 1928 : Lotissement de fonctionnaires à Berlin-Schlachtensee, Spanish Allee/Breisgauer Strasse/Dubrowstrasse (architecte associé : Rudolf Ullrich)
- 1927–1929 : immeuble résidentiel et commercial, Jüdenstrasse 41, Berlin-Spandau
- 1928–1930 : Siège social de la Reichsbank à Dresde, Akademiestrasse
- 1931–1933 : Bureau principal de la Reichsbank à Francfort-sur-le-Main, Taunusanlage 4/5
- 1934–1936 : Bureau principal de la Reichsbank à Lübeck, Holstentorplatz
- 1936–1937 : Bureau de la Reichsbank à Coblence, Neustadt 6/7
- 1936-1940 : Maison du Werderscher Markt à Berlin
- 1939–1940 : Bureau de la Reichsbank à Schwabach, Südliche Ringstrasse 7

Au total, le bureau de construction de la Reichsbank réalise plus de 100 bâtiments entre 1922 et 1938. Après 1945, quand ils n'ont pas été détruits durant la guerre, ces bâtiments sont pour la plupart repris par les services déconcentrés de la Bundesbank (Landeszentralbanken (de)), nouvellement créées en République fédérale d'Allemagne.